# 华小藤壶属
华小藤壶属（学名：Chinochthamalus）为小藤壶科的一个属。

## 下级分类
本属包括以下物种：
- 楯形华小藤壶 Chinochthamalus scutelliformis (Darwin, 1854)